# 談天の会
談天の会（だんてんのかい）とは、かつて存在した天文学史に関する研究会で、1997年（平成9年）に発足。例会は主に国立天文台で開催された。

## 沿革
当時の東京天文台（後の国立天文台）の図書庫に所蔵された多数の古い天文書を、有志4～5名が1996（平成8）年の夏に系統的に調査した。これが契機となり、その調査結果を発表する場として、談天の会が企画された。「談天の会」という会名は、英国の天文学者ジョン・ハーシェルが1851年に出版した著書『天文学概論』（"Outlines of Astronomy"）を、中国語に翻訳した際に用いられた書名『談天』（1859年）にちなむ（以下に述べる『談天通信』による）。
最盛期の会員数は約65名で、会の主なメンバー（敬称略、順不同）は次の通り、長谷川一郎（大手前大学：発足当時の所属、以下も同じ）、横尾広光（杏林大学）、古川麒一郎（女子美術大学）、吉田省子（北海道大学）、渡辺美和、多賀治恵（千葉市立郷土博物館）、大橋由紀夫（一橋大学非常勤）、伊藤節子（国立天文台）、宮島一彦（同志社大学）、佐藤明達（元大阪市立電気科学館）、冨田良雄（京都大学）、 海部宣男（国立天文台）、佐藤利男（東亜天文学会）、冨田弘一郎（(株)エイ・イー・エス）、中村士（国立天文台）、西山峰雄、成家徹郎、スティーブン・レンショウ（神田外語大）。

## 活動状況
3か月に一回、年4回の例会を主に国立天文台（三鷹）で開催し、各例会の終了後、事務局が前回の例会の内容を『談天通信』として全会員に配布した。通信の内容は、講演者の講演要旨と配布資料、会としての活動報告、新史料の紹介、天文学史に関する催しと出版物・論文の情報、などだった。この『談天通信』のバックナンバーは現在、国立天文台三鷹図書室事務室に保管されている。
第1回の講演は横尾広光氏によるもので、平山清次が発見した小惑星の族の成因を調べるため鈴木清太郎が実施した初期の破壊実験に関して、従来忘れられていた研究文献を発掘したという報告だった。
2002年1月の第22回例会は、談天の会発足５周年を記念し大東文化大学東洋研究所で開催され、多くの会員が参加した。中山茂 氏（神奈川大学名誉教授）が記念講演を行った。
会としての研究活動には、高森観好が文化10年に描いた全天円形星図の調査（渡辺美和氏による報告：『談天通信』No.7）、朝野北水が描いた巨大星図「天象研究改正之真図」の調査（西山峰雄氏が中心となり、NHKの番組にも取り上げられた）などがある。
その後2006年頃から、会の事務局担当者らの定年退職に伴って例会の開催は不定期となり、『談天通信』も発行を停止したので、会の実質的な活動期間は約10年だった。しかし、通信の記事は従来ほとんど知られなかった新情報を多く含み、天文学史研究の上から貴重である。